# Senna meridionalis
Senna meridionalis är en ärtväxtart som först beskrevs av René Viguier, och fick sitt nu gällande namn av Du Puy. Senna meridionalis ingår i släktet sennor, och familjen ärtväxter. Inga underarter finns listade i Catalogue of Life.